# Bradford International Film Festival
Bradford International Film Festival (BIFF) é um festival anual de cinema que ocorre na cidade de Bradford, West Yorkshire, Inglaterra, desde 1995. É situado no National Media Museum.

## O Festival
A primeira edição se iniciou em 10 de março de 1995. Ao longo das décadas esta se tornou uma das festas de cinema mais respeitadas e ecléticas do país, sendo que, durante este tempo, o BIFF tem recebido muitos nomes ilustres do mundo do cinema, incluindo Richard Attenborough, David Puttnam, John Hurt, Jean Simmons, Malcolm McDowell e Ken Loach.
O festival apresenta uma grande variedade de formas, gêneros e formatos, e seleciona muitos novos filmes independentes de todo o mundo, além de oferecer plataformas para que os cineastas mostrem seu trabalho ao lado de um conjunto de pares internacionais na primeira Cidade do Cinema da UNESCO no mundo.
Os filmes são exibidos tanto no National Media Museum quanto em locais satélites. O Museu pode apresentar filmes em 16 mm, 35 mm e 70 milímetros para 3-strip Cinerama e IMAX 3D, além de formatos digitais.

## Cidade do Cinema
Bradford foi a primeira cidade do mundo a ser designada pela UNESCO como Cidade do Cinema. Isso ocorreu no Verão de 2009, uma honra depois compartilhada com Sydney, Australia, sendo a força dos festivais de cinema das cidades um fator importante na decisão de conceder este título. Tendo sido concebido por Bill Lawrence, o festival está agora sob a direção conjunta de Tom Vincent e Neil Young, trabalhando com uma equipe de programadores e organizadores.

## 2014
A vigésima edição do festival ocorreu entre 27 de março e 6 de abril de 2014. O programa acolheu distintos convidados britânicos e internacionais, previews dos melhores próximos lançamentos, pesquisas exclusivas das melhores novidades do cinema de todo o mundo, e uma retrospectiva dedicada a grandes figuras do passado de cinema.
Entre os convidados estiveram Sally Potter, James Benning e Brian Cox. Também ocorreram mostras dedicadas ao mestre do cinema noir japonês Nomura Yoshitaro e ao pioneiro britânico Charles Urban. Também ocorreram homenagens às 20 edições do BIFF.